# 뉴질랜드 회사

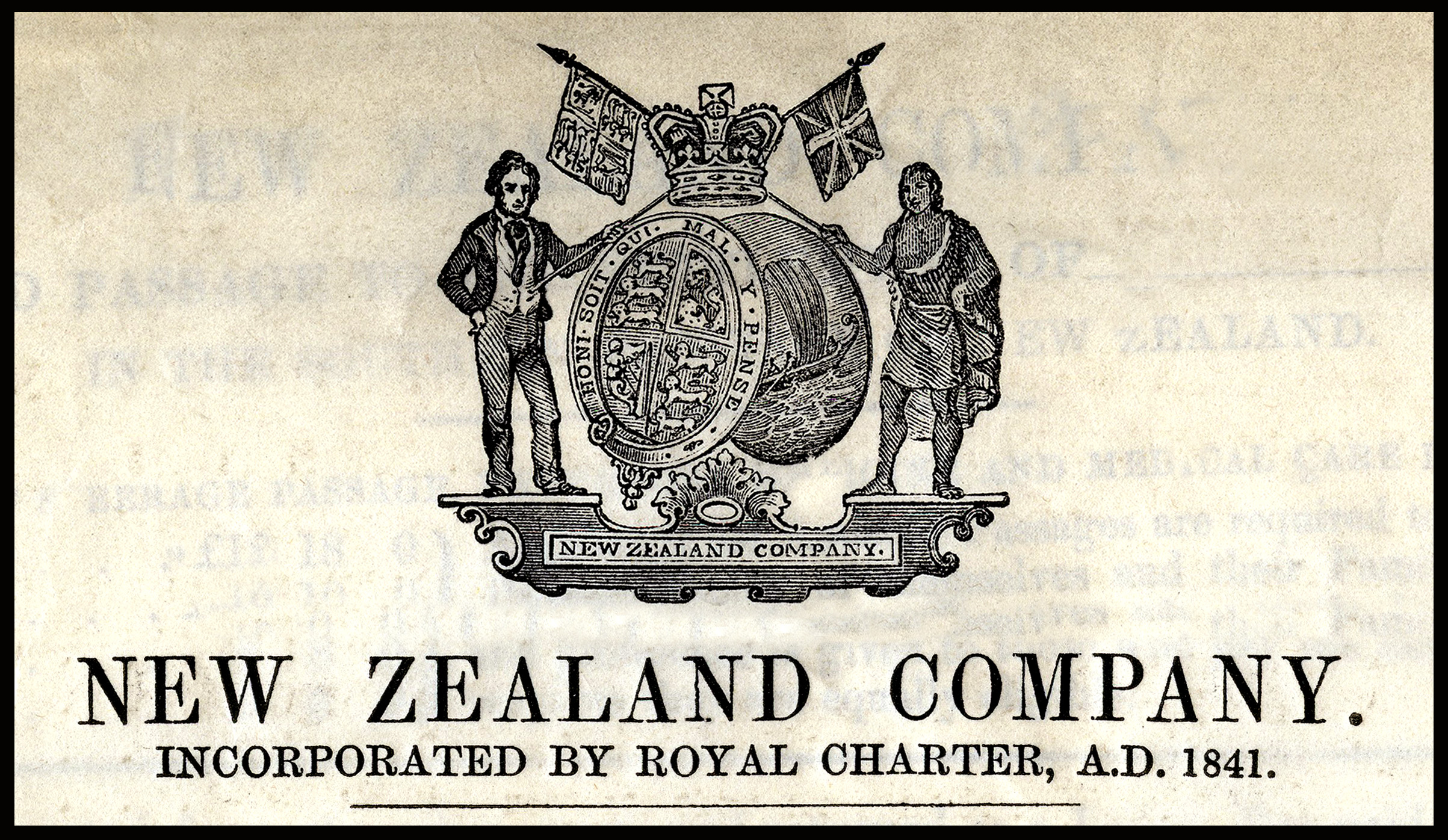
뉴질랜드 회사 문장

뉴질랜드 회사(한국 한자:- 会社, 영어: New Zealand Company)는 19세기 전반에 존재했던 영국에서 설립된 회사로, 뉴질랜드의 체계적인 식민화를 중심으로 한 비즈니스 모델을 가지고 있었다. 이 회사는 에드워드 기번 웨이크필드(Edward Gibbon Wakefield)에 의해 고안된 원칙을 수행하기 위해 설립되었으며, 웨이크필드는 남반구에 새로운 모델의 영국 사회를 만들 것을 구상했다. 웨이크필드의 모델에 따르면, 이 식민지는 자본가들을 유치할 것이며, 그들은 초기에는 토지 소유자가 될 여력이 없지만, 저축을 통해 언젠가는 토지를 구매할 수 있다는 기대를 가진 이주 노동자들의 풍부한 노동력을 얻게 될 것으로 예상했다.
뉴질랜드 컴퍼니는 웰링턴(Wellington), 넬슨 (Nelson), 왕거누이(Wanganui), 더니딘(Dunedin)에 정착지를 설립했으며, 뉴 플리머스(New Plymouth)와 크라이스트처치(Christchurch)의 정착에도 관여했다. 원래의 뉴질랜드 회사는 1825년에 설립되었으나 큰 성공을 거두지 못했으며, 이후 1837년에 웨이크필드의 뉴질랜드 협회(New Zealand Association)와 합병되면서 새로운 회사로 떠올랐고, 1840년에 왕실 인가를 받았다.